# Феогнид
Феогнид (Теогнид) Мегарский (др.-греч. Θέογνις ὀ Μεγᾰρεύς) — древнегреческий поэт 2-й пол. VI в. до н. э. Представитель родовой аристократии, Феогнид был изгнан из родного города и скитался по разным областям Греции.
Пессимизм и отчаяние разбитой аристократии, ненависть к демосу — «подлым», к богатеющим горожанам и их вождям — «тиранам» Феогнид облек в форму коротких нравоучительно-политических «элегий», застольных стихотворений. Элегии эти обращены к юноше Кирну, которого Феогнид по старинному дорийскому обычаю «наставляет» в основных принципах аристократической этики, но традиционные нравоучения греческой гномики перемежаются с острыми взрывами политической озлобленности и жажды мщения.
Лирика Феогнида являет собою один из ярчайших в мировой литературе образцов аристократической ненависти и презрения к демосу. Призывая к консолидации аристократии, Феогнид ополчается против браков между разоряющейся знатью и богатыми представителями «худородного» демоса, в результате чего порода граждан тускнеет — теория, обратившая на Феогнида внимание Фридриха Ницше. Элегия Феогнида пользовалась широкой популярностью у афинской аристократии и служила материалом для застольного пения, имя автора стало почти собирательным для «застольной» поэзии, и дошедший до нас сборник представляет собою в сущности «пировой песенник», который содержит очень большое количество стихотворений, не принадлежащих Феогниду и относящихся к разному времени.
Как отмечается в БСЭ, традиционные советы чтить богов и предков привлекали к нему внимание в античности. В то же время В. Н. Ярхо отмечает, что сам он плохо верит в справедливость богов, коль скоро они даруют лучшую долю «худым» (демосу).